# Giovanni Stefano Robatto
Gio Stefano Robatto (Savona, 1652 – Savona, 6 ottobre 1731) è stato un pittore italiano.

## Biografia
La vita di Robatto (o Rubatto è poco conosciuta, perfino le date corrette di nascita e di morte sono state ritrovate solo in anni recenti. Era il secondo dei dodici figli del ricco oste Sebastiano e rivelò precocemente una "inclinazione alla pittura". Si recò giovanissimo a Roma, dove a 13 anni imparò l'arte della pittura nell'atelier di Carlo Maratta facendosi apprezzare anche da Bernini e Baciccio. Vi restò per 15 anni, quindi viaggiò e dipinse per l'Italia a Napoli, Messina, Bologna, Venezia e all'estero anche in Germania. Nel 1683 ritornò a Savona, dove lasciò molte opere significative e fu impiegato anche per la decorazione ad affresco di due porte cittadine e come scenografo del duomo in occasione della Settimana Santa. Egli però fu attivo anche a Genova, a Torino e in diverse altre località del Piemonte.
Fu un pittore apprezzato per il suo colore pieno di sentimento, ma secondo lo storico savonese Noberasco le sue opere più tarde sono trascurate e affrettate, perché il Robatto era diventato vittima del vizio del gioco.

## Opere
Nella Pinacoteca civica di Savona sono conservate le seguenti opere:
- Martirio di San Sebastiano;
- La Vergine appare a S.ìan Gaetano;
- Madonna addolorata';
- Mercurio ed Argo;
- Testine di angeli;
- Disegni e bozzetti.

Altre opere, a Savona:
- Miracolo di San Biagio, 1ª cappella navata destra della Chiesa di S. Giovanni Battista, in S. Domenico (C. Varaldo);
- Affreschi nel presbiterio dell'Oratorio del Cristo Risorto (C. Varaldo);